# 1927年远东运动会
1927年远东运动会是第8届远东运动会，中国、日本和菲律宾三国派出選手参加，于1927年8月28日至31日在中华民国上海举行。此次運動會上共有八個比賽项目。
此次運動會也有女运动员參與，例如有女運動員參加了排球表演赛。然而她们的出现引起了一些观众不滿，他们对女運動員大喊大叫。结果比赛比預定的時間有所縮短。
中国和菲律宾之间的足球比赛出現了混乱，两支球队开始争吵，观众向球场上扔东西——有些人离开看台加入混战。这使得中國組織方對菲律賓代表團有所不滿，在赛后中国方面的運動會组织者沈嗣良公开表示，中国和日本女性应避开菲律宾代表团。 
在足球比赛中，中国队的代表队是来自香港的南華足球隊。

## 参与国
- 北洋政府
- 大日本帝国
- 菲律賓

## 比賽項目
- 田徑（詳細）
- 棒球（詳細）
- 籃球（詳細）
- 跳水（詳細）
- 足球（詳細）
- 游泳（詳細）
- 網球（詳細）
- 排球（詳細）